# Lac Chigoubiche
Lac Chigoubiche är en sjö i Kanada.   Den ligger i regionen Saguenay–Lac-Saint-Jean och provinsen Québec, i den östra delen av landet, 400 km norr om huvudstaden Ottawa. Lac Chigoubiche ligger 361 meter över havet. Arean är 29,2 kvadratkilometer. Den sträcker sig 18,7 kilometer i nord-sydlig riktning, och 11,9 kilometer i öst-västlig riktning.
I omgivningarna runt Lac Chigoubiche växer i huvudsak blandskog. Trakten runt Lac Chigoubiche är nära nog obefolkad, med mindre än två invånare per kvadratkilometer.